# Meglumina
La meglumina è un amminoalcol derivato dal glucosio. È spesso usato come eccipiente nei prodotti farmaceutici e in combinazione con composti iodati in mezzi di contrasto come diatrizoato di meglumina, iotalamato di meglumina e iodipamide meglumina.